# Domenico Promis

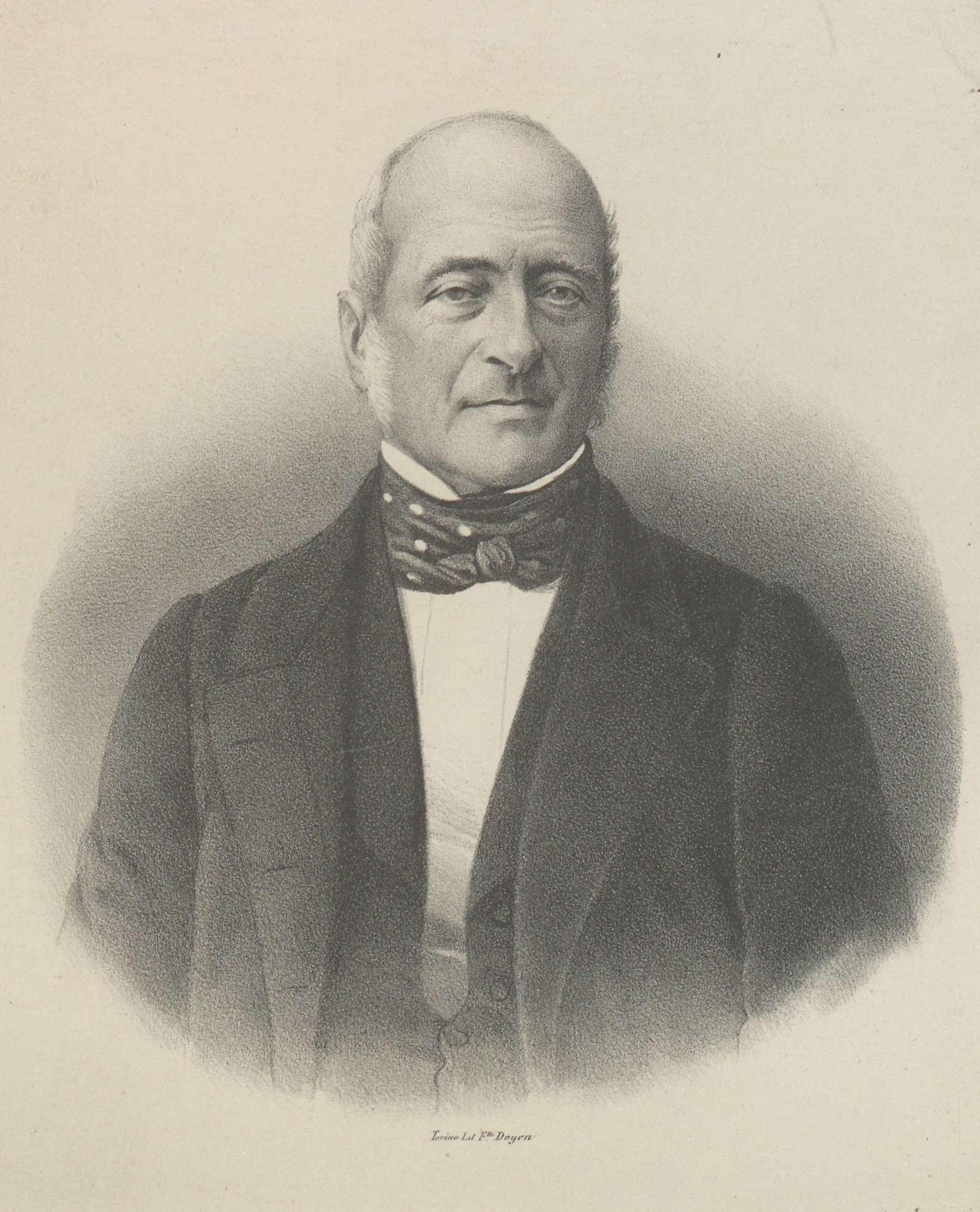
Domenico Promis, 1852

Domenico Casimiro Promis (4 marzo 1804 – 6 febbraio 1874) è stato un numismatico e bibliotecario italiano.

## Biografia
Domenico Promis fu cassiere della Zecca torinese dal 1823, dove succedette al padre. Nel 1832 il re acquistò la parte della sua collezione numismatica riguardante Piemonte e Savoia e lo nominò primo Direttore del Medagliere reale, oggi conservato nei Musei Reali di Torino. Da allora Promis si dedicò alle raccolte reali di monete e sigilli, confluite pochi anni dopo nel Regio medagliere di Palazzo Reale.
Fu bibliotecario della Biblioteca Reale di Torino, dal 1837,  Socio nazionale residente dell'Accademia delle Scienze di Torino dal 22 novembre 1838 e Vice Presidente della Deputazione Subalpina di Storia Patria nel 1864.
Fu fratello di Carlo Promis e padre di Vincenzo Promis.

## Opere
- Monete dei reali di Savoia (1841)
- Monete dei Radicati e dei Mazzetti (1846)
- Monete dei romani pontefici avanti il mille (1858)
- La zecca di Scio (1861)
- Monete della Zecca di Savona (1864)
- Monete degli Abati di S. Benigno di Fruttuaria (1870)